# Brandberger Kolm
Brandberger Kolm är ett berg i Österrike.   Det ligger i distriktet Schwaz och förbundslandet Tyrolen, i den västra delen av landet, 400 km väster om huvudstaden Wien. Toppen på Brandberger Kolm är 2 700 meter över havet, eller 148 meter över den omgivande terrängen. Bredden vid basen är 1,2 km.
Terrängen runt Brandberger Kolm är huvudsakligen bergig, men åt nordost är den kuperad. Runt Brandberger Kolm är det ganska glesbefolkat, med 42 invånare per kvadratkilometer.. Närmaste större samhälle är Mayrhofen, 7,2 km väster om Brandberger Kolm. 
Trakten runt Brandberger Kolm består i huvudsak av gräsmarker.